# 图阿伊贝伊
圖阿伊貝伊（1601年—1651年），克里米亞汗國軍隊指揮官與貴族政治家。

## 生平
圖阿伊貝伊出生自阿爾根部，1642年成為彼列科普地峽一帶的貝伊，這地方是連接克里米亞半島和烏克蘭本土的通道。
外交上他協助當地哥薩克反波蘭立陶宛聯邦，1648年他帶20000人支援博赫丹·赫梅利尼茨基對抗波蘭立陶宛聯邦。參與了若夫季沃德戰役、科爾孫戰役等幾場重要的戰役，最終在比利斯特契科戰役被殺。
他也是波蘭小説劍與火中的人物。